# Louis Gabrillargues
Louis Gabrillargues   (Montpeller, 16 de juny de 1914 - Sent Bausèli, 30 de novembre de 1994) fou un futbolista francès.

## Selecció de França
Va formar part de l'equip francès a la Copa del Món de 1934.